# Nadia Bouhizeb
Nadia Bouhizeb, née le 14 janvier 1982, est une haltérophile algérienne.

## Carrière
Elle est médaillée de bronze au total dans la catégorie des moins de 69 kg aux Jeux africains de 2003. Elle remporte trois médailles de bronze dans cette catégorie aux Jeux panarabes de 2004 à Alger.